# Halchita
Halchita – jednostka osadnicza w Stanach Zjednoczonych, w stanie Utah, w hrabstwie San Juan.